# زوفينجن (سويسرا)
زوفينجن (بالألمانية: Zofingen) هي بلدية وعاصمة لمقاطعة زوفينجن في كانتون أرجاو في سويسرا. يقدر عدد سكانها بـ 10,534 نسمة .

## المدن التوأمة
- Perroy

## أعلام
- جولز جونين
- إريك فون دانكن
- أرنولد سوترمايستر
- أندرياس أورس سومر
- بول نغيلي
- رودلف سوترمايستر
- أوتو هونزيكر